# Maureen Jennings
Pour les articles homonymes, voir Jennings.
Maureen Jennings, née sur Eastfield Road à Birmingham, au Royaume-Uni, en 1939, est une écrivaine canadienne d'origine britannique, autrice de plusieurs romans policiers, dont la série du Détective Murdoch.

## Biographie
Née sur Eastfield Road à Birmingham, au Royaume-Uni, elle y passe ses années de formation jusqu’à ce qu’elle émigre au Canada à 17 ans avec sa mère. Elle est tout particulièrement connue comme l’auteur, depuis 1997, de la série du Détective Murdoch, adaptée par la télévision canadienne dans la série télévisée Les Enquêtes de Murdoch (The Murdoch Mysteries).
Elle a été nommée à l’Ordre du Canada en 2024, avec le rang d’Officier.

## Œuvres

### Romans

#### SérieDétective Murdoch
1. Sauf pour la mort, Éditions du Masque, 2000 ((en) Except the Dying, 1997), 320 p.  (ISBN 978-2-7024-2965-5)
2. Dans l'ombre du dragon, Éditions du Masque, 2001 ((en) Under the Dragon's Tail, 1998), 306 p.  (ISBN 978-2-7024-7918-6)
3. (en) Poor Tom is Cold, 2001
4. Lâchez les chiens, Éditions Encore, 2011 ((en) Let Loose the Dogs, 2003), trad. Renaud Clouseau, 366 p.  (ISBN 978-2-9195-8301-0)
5. (en) Night's Child, 2005
6. (en) Vices of My Blood, 2006
7. (en) A Journeyman to Grief, 2007
8. (en) Let Darkness Bury the Dead, 2017

#### SérieChristine Morris
1. Does Your Mother Know? (2006)
2. The K Handshape (2008)

#### SérieInspecteur Tom Tyler
- Season of Darkness (2011)
- Beware This Boy (2012)
- No Known Grave (2014)
- Dead Ground in Between (2016)

#### SérieCharlotte Frayne
- Heat Wave (2019)

### Essai
- The Map of Your Mind: Journeys Into Creative Expression (2001)

## Prix et distinctions

### Prix
- Grand Master Award 2024 du Crime Writers of Canada Awards of Excellence[3]

### Nominations
- Prix Anthony 1998 du meilleur premier roman pour Except the Dying[4]
- Prix Barry 1998 du meilleur roman pour Except the Dying[5]
- Prix Arthur-Ellis 1998 du meilleur premier roman pour Except the Dying[3]
- Prix Anthony 2004 du meilleur roman historique pour Let Loose the Dogs[4]
- Prix Barry 2006 du meilleur livre de poche original pour Night's Child[5]
- Prix Bruce Alexander 2006 pour Night's Child[6]
- Prix Macavity 2006 du meilleur roman historique pour Night's Child[7]
- Prix Arthur-Ellis 2008 du meilleur roman pour A Journeyman to Grief[3]
- Prix Arthur-Ellis 2009 du meilleur roman pour The K Handshape[3]
- Prix Arthur-Ellis 2015 du meilleur roman pour No Known Grave[3]
- Prix Arthur-Ellis 2017 du meilleur roman pour Dead Ground in Between[3]
- Prix Bony Blithe 2020 pour Heat Wave[8]